# 2011年圖森槍擊事件
2011年1月8日，美国联邦众议员加布里埃尔·吉福兹在亚利桑那州图森卡萨斯阿道比斯的一家超市停车场举行见面会时，和另外18人一起遭到枪击。这起事件导致包括联邦地区法院首席法官約翰·羅爾，吉福兹的随从加布·齐默尔曼（Gabe Zimmerman）以及年仅9岁的女孩克里斯蒂娜-泰勒·格林（Christina-Taylor Green）在内的6人丧生。吉福兹在这家西夫弗超市停车场主持的见面会名为“国会在你这边”，贾里德·李·劳纳掏出手枪先一枪打中了她的头部，然后开始朝其他人射击，此外还有一人在试图制服劳纳的过程中受伤。新闻报导称这次袭击以吉福兹为目标，她是代表亚利桑那州第8国会选区的民主党议员，子弹近距离打中她的头部后穿脑而过，病情起初“非常危急”。
22岁的劳纳是图森人，迷恋吉福兹，他被当场逮捕。联邦检察官对他发起了包括试图刺杀国会议员和联邦法官在内的五项控罪。劳纳之前曾因毒品轻罪指控被捕，但没有定罪，他还因破坏行为被大学暂停学业。法庭纪录中的劳纳手写笔记表明他策划刺杀吉福兹。枪击的动机尚未查明，劳纳调用沉默权，拒绝与当局合作。他一共受到49项罪名起诉且不得保释。2012年1月，联邦法官根据两份医疗评估认为劳纳不能出庭受审，报告认为他患有偏执精神分裂症，到了5月25日，法官仍然认为被告不能受审。但8月7日举行的听证会裁定劳纳可以出庭。他对19项控罪认罪，于2012年11月被判终身监禁。
事件发生后，美国和国际社会的政治家表达了悲痛和谴责。一些评论家就此事指责政治右翼成员，特别是莎拉·佩林，因为她的演讲中有些与枪有关的隐喻，并且她的政治活动委员会网站上所配的图片还用瞄准镜在选举地图上瞄准了吉福兹等人。另一些评论则认为劳纳是个仇视所有政客而不论其从属关系的无政府主义者，以此来为佩林辩护。槍枝管制的倡导者主张对枪支和弹药，特别是大容量彈匣的销售增加限制。美国总统贝拉克·奥巴马于1月12日主持全国直播的悼念仪式，此外美国各地还举行了其它多种纪念活动。

## 枪击

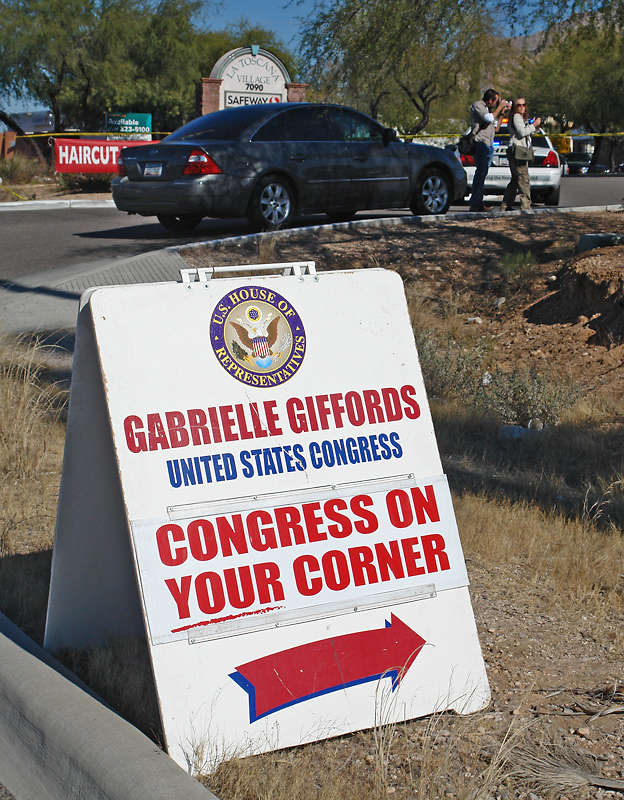
路边的“国会在你这边”会议活动标志

枪击发生于2011年1月8日MST早上10点10分（UTC17点10分）。来自亚利桑那州的联邦众议员加布里埃尔·吉福兹正在该州图森北部非建制地區卡萨斯阿道比斯的一家西夫韦超市停车场举行一场名为“国会在你这边”的会面活动。吉福兹在商店外设立了一张桌台，贾里德·李·劳纳掏出手枪打中她的头部时，有20到30人聚集在她周围。商店的一个保安摄像头拍下了枪击案过程，但这段视频尚未对公众发布。
劳纳显然是任意地朝人群中的其他人开火。报导称他使用的是一支9毫米口径格洛克19型半自動手槍，配有可装33发子弹的弹匣。附近一家商店的雇员称自己听到了“15到20声枪响”。劳纳停下来重新装弹，但口袋里的弹匣掉到了人行道上，在一旁看到的帕特里夏·迈施（Patricia Maisch）抓到了弹匣。另一名旁观者用折叠椅打中了行凶者的后脑，并在这一过程中伤到了自己的手肘，成了第14名伤者。劳纳随后被自己打中的74岁退伍美国陆军上校比尔·巴杰（Bill Badger）扑倒在地，再被迈施和另外两名旁观者罗杰·索兹格伯（Roger Sulzgeber）和约瑟夫·萨穆迪奥（Joseph Zamudio）制服。萨穆迪奥身上带有枪支，但等他到达现场时枪击已经停止，他也没有再取出武器。萨穆迪奥之后表示，自己起初将另一人错认为枪手并差点拔出枪来，但最后及时发现自己认错了人。
现场于上午10点11分打出了第一通紧急服务电话。在等待救援人员前来的过程中，吉福兹的实习生小丹尼尔·埃尔南德斯（Daniel Hernández, Jr.）对她前额上的枪伤施压，并确保她不会被自己的血呛住，他的行动挽救了吉福兹的生命。大卫·保曼（David Bowman）和南茜·保曼（Nancy Bowman）夫妇分别是医生和护士，他们正在商店内购物，两人立即开始分诊，并照料9岁的克里斯蒂娜-泰勒·格林。警察于上午10点15分到达现场，医护人员则在一分钟后到达。巴杰发现行凶者试图丢弃一个装有现金和证件的小包，之后警官们找到了这些物品。枪击发生后，警察关闭了购物中心周围的道路一段时间。整个周末进行初步调查期间，路口拉起了封锁线，购物中心的大部分商店都予关闭。西夫韦商店于一个星期后重新开张，门口临时搭建了纪念场所。枪击事件共造成5人在当场死亡，其中包括首席法官约翰·罗尔和吉福兹手下的社区外联主任加布·齐默尔曼。大部分伤者被送往图森大学医疗中心。克里斯蒂娜-泰勒·格林在送医院急救的路上被宣布死亡。
当劳纳的双亲回到家时，他们还不知道发生了枪击事件，两人看到了房子周围被警车和封锁线团团封锁。他们的邻居韦恩·史密斯（Wayne Smith）称劳纳的母亲“差点当场昏过去”，而他的父亲则坐在路上痛哭。史密斯形容这个家庭被“摧毁”了，他们感到内疚并奇怪：“自己到底做错了什么？”劳纳的父母在三天后发表了一份声明，向受害者表示自责，说“我们不明白为什么会发生这样的事情。”

## 加布里埃尔·吉福兹

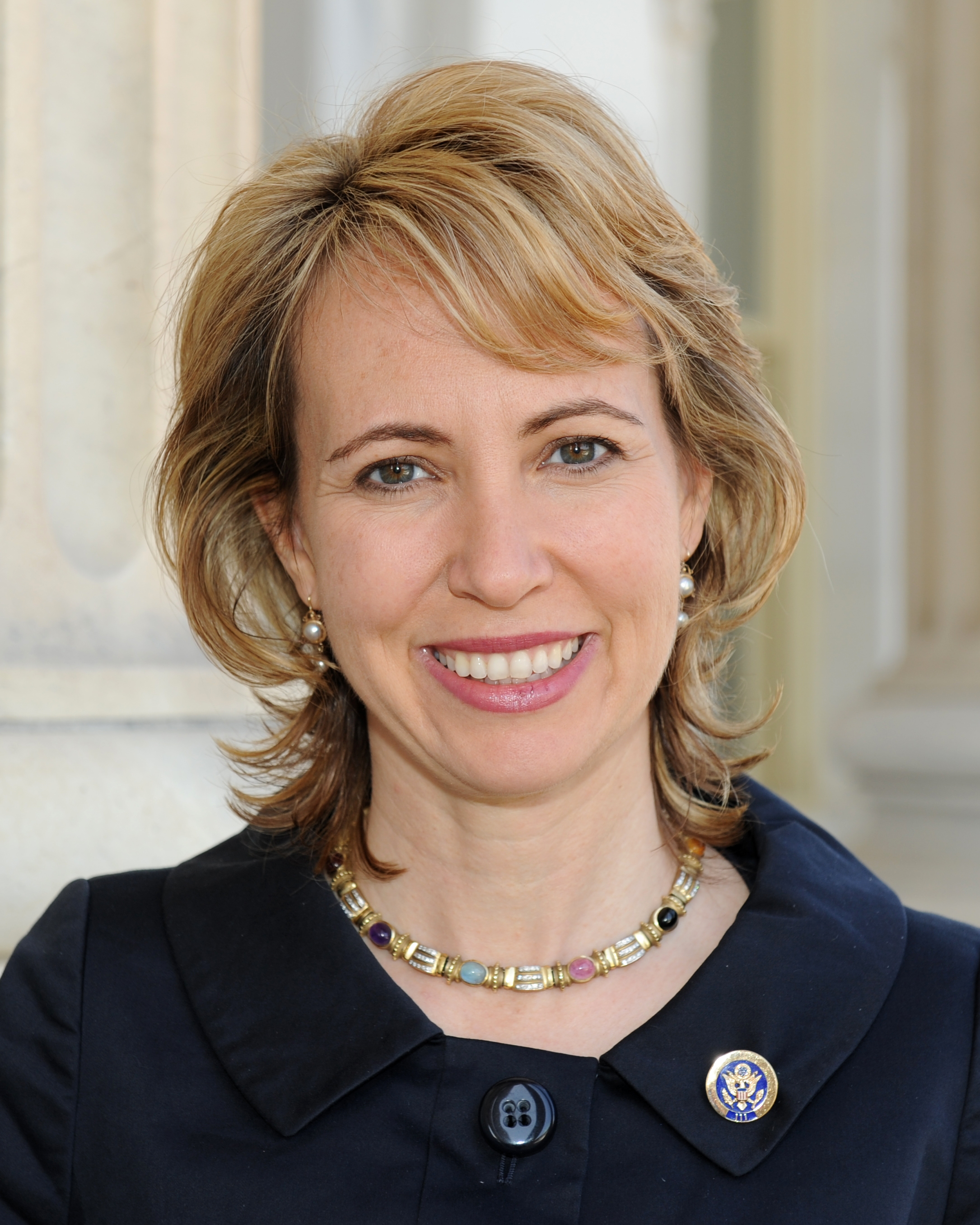
亚历桑那州第8国会选区民主党众议员加布里埃尔·吉福兹

报道称加布里埃尔·吉福兹是这次枪击事件的目标。一些新闻机构起初报道她被枪杀，但之后很快更正为从头部枪伤下生还。吉福兹的实习生小丹尼尔·埃尔南德斯在她受伤后进行了援助，并挽救了她的生命。吉福兹被送往大学医疗中心时情况非常危急，但神智仍然清醒。38分钟后，吉福兹开始接受紧急手术，医生移除了她的部分头骨以免对大脑产生进一步损伤。医生之后令她进入药物晕迷状态，以便大脑可以休息。在1月12日的一次纪念仪式上，总统贝拉克·奥巴马宣布当天早些时候吉福兹已经自枪击事件后第一次睁开了眼睛。
随着情况得到改善，吉福兹开始了简单的物理治疗。2011年1月21日，枪击事件不到两星期后，她的情况已经足够稳定，休斯顿的赫尔曼纪念医疗中心允许她出院。几天后，她被转移到中心的康复和研究学院接受物理治疗和康复方案治疗。经过检查，她休斯顿的医生感到乐观，称吉福兹的“康复潜力巨大”。医疗专家估计吉福兹的康复需要数月到超过一年的时间。
2011年8月1日，吉福兹于事发后首度在公共场所露面，她出现在联邦众议院为提高债务上限投支持票。其他议员对她的出现起立致敬并鼓掌。从10月25日到11月4日，吉福兹在阿什维尔接受强化康复治疗。2011年，她的丈夫马克·凯利（Mark Kelly）出版了一本回忆录：《盖比：一个勇气和希望的故事》（Gabby: A Story of Courage and Hope，盖比是加布里埃尔的昵称），其中将吉福兹也列为作者之一。他在书中写道，虽然需要继续在语言能力上努力，并且双眼都已经失去了50%的视力，吉福兹仍然发誓要重返国会。2012年1月22日，吉福兹宣布将辞去国会职务专心疗养，但也承诺将来会回归公共服务事业。她于1月25日在联邦众议院楼层递交了辞呈，众议院的同僚和领导层向她的勇气和力量致敬。

## 调查

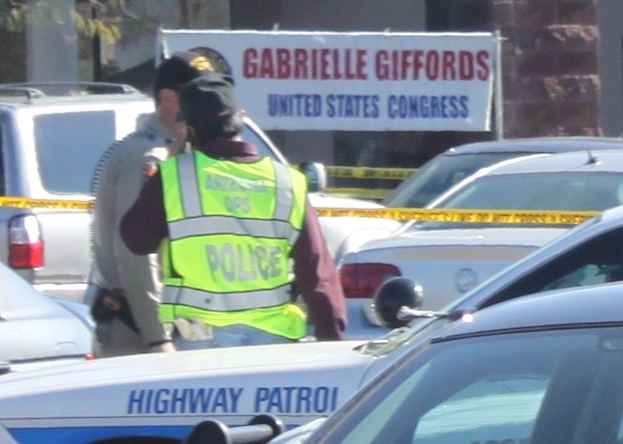
事件发生后约两小时，警方对犯罪现场进行调查

犯罪嫌疑人贾里德·李·劳纳据形容是一名约25岁左右的白人男性，短发，“穿着寒酸”。他被旁观众者拘留后再由警方逮捕，警方之后公布了他的姓名和细节信息。FBI试图讯问劳纳，但报道称他拒绝合作，援引了自己的第五修正案权利。当局称劳纳的动机尚不清楚，他们在劳纳家中的保险箱里发现了一些证据，其中包括一个信封上所写的注释，如“我提前做好计划”、“我的暗杀”和“吉福兹”，还有一封吉福兹办公室写来的信，感谢劳纳于2007年出席一个类似活动。
联邦政府官员于次日以杀害联邦政府雇员、试图刺杀国会议员和试图杀害联邦政府雇员的罪名起诉劳纳。警方报告显示他先通过了联邦调查局要求的背景检查后，于事发前不到六周在一家运动员仓库（Sportsman's Warehouse）商店购买了一支格洛克手枪，并且当天早上还试图从一家沃尔玛购买额外的弹药，但店员因觉得他形迹可疑而拒绝卖给他。
由于枪击事件发生在图森市外的非建制区卡萨斯阿道比斯，因此皮马县治安部门在图森警察局（Tucson Police Department）和亚利桑那州公共安全部（Arizona Department of Public Safety）的协助下展开了初步调查。总统奥巴马派联邦调查局局长羅伯特·米勒前往当地，而该局已经开始接手调查工作。美国国会警察也展开了一轮调查。

### 肇事者

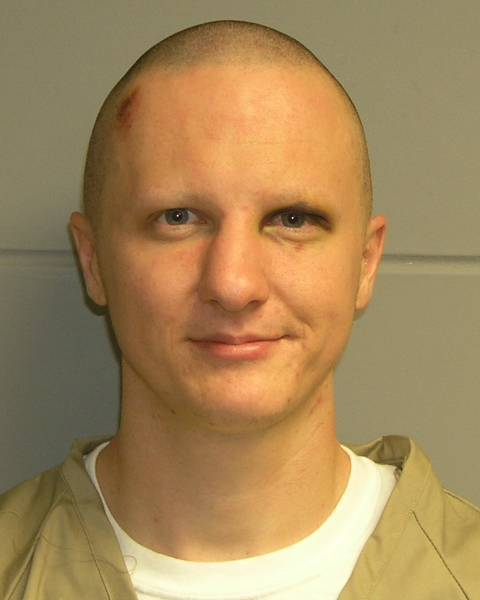
美国法警所拍劳纳的照片

贾里德·李·劳纳是一位22岁的白人男子，与双亲兰迪·劳纳和艾米·劳纳一起住在图森，距案发地点约8公里。他的母亲为城市公园部门工作，父亲的职业未知。劳纳曾就读皮马社区学院（Pima Community College），他的老同学称劳纳当时学习认真，渴求知识。因为教师和同学对劳纳在课堂上越来越多的破坏性行为进行投诉，学校于2010年9月29日暂停了他的学业，他于10月退学。由于学院要求他先做重新入学的心理健康（mental health）评估，劳纳决定不再返校。
枪击事件前，劳纳已有过两项罪行，其中一项是持有毒品。他已经开始对吉福兹念念不忘，并曾参加过2007年8月在图森一家商场举行的“国会在你这边”活动，与吉福兹见过面。
美国陆军官员称劳纳曾于2008年申请入伍，但这一申请因“不合格”而遭拒。由于保密方面规定，他们拒绝作进一步披露。一位政府官员向媒体透露，劳纳是在一项毒品测试上没有通过。
劳纳已经使用和账号在线上发布了一段时间的信息，表达了自己对恐怖主义、联邦法律的看法，表示他相信政府在对公民进行洗脑。枪击发生前数小时，劳纳的页面进行了更新，他的账户发布了一条这样的信息：“再见”，并且对好友们说：“请别生我的气。”。
有报道称，枪击发生当天早些时候，劳纳因为从汽车后备箱取出一个黑色的包裹而与父亲发生了争执。这个包裹与之后在附近沙漠里找到的一个装有9毫米弹药，被认为属于劳纳的包裹描述相述。当天早上约7:30，劳纳因闯红灯而被亚利桑那州渔猎部（Arizona Game and Fish Department）人员拦下，但他们认为劳纳并没有什么明显的威胁，所以只给了一个提醒就放他走了。

### 法律诉讼

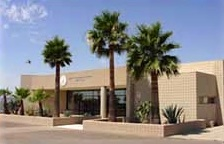
劳纳曾被关押在凤凰城联邦惩教所

劳纳曾被关押在凤凰城联邦惩戒所（Federal Correctional Institution, Phoenix），不得保释。所有亚利桑那州法官均在本案中采取回避，因为法官约翰·罗尔也在这起事件中被杀。这起联邦案件被分配给来自位于圣地牙哥美国加利福尼亚南部联邦地区法院的联邦法官拉里·艾伦·伯恩斯（Larry Alan Burns）审理。而同样在圣地牙哥的公共辩护律师（public defender）朱迪·克拉克（Judy Clarke）被派为劳纳在联邦法庭上的辩护律师。
2011年1月19日，一个联邦大陪审团决定以三项罪名起诉劳纳，分别是试图刺案众议员吉福兹和试图杀害两位联邦雇员，即吉福兹的助手罗恩·巴伯（Ron Barber）和帕梅拉·西蒙（Pamela Simon）。3月3日，劳纳还受到了谋杀和预谋杀人等多项起诉，控罪数量共达49项。
亚利桑那州检察官代表不是联邦雇员的受害者发起谋杀和预谋杀人的指控。根据该州的迅速审判法规，州检察官通常从嫌犯被捕后有10天的时间来提出起诉，但嫌犯被联邦部门关押的时间不予计入。劳纳无论是在联邦还是州法院被定罪，都有可能面临死刑的惩罚。
2011年5月25日，伯恩斯法官根据两份医疗评估认为劳纳不能上法庭受审，这份报告认为后者患有偏执精神分裂症，法官随后下令对劳纳进行强制治疗。2012年1月25日，法官下令对嫌犯的心理状况进行新一轮评估。
2012年2月6日，劳纳在密苏里州斯普林菲尔德关押的时间被延长4个月。劳纳的律师请求停止对他的当事人强制用药，但受到了拒绝。原计划于2012年6月27日举行的受审能力听证会之后予以改期。
2012年8月7日，法医心理学家（forensic psychologist）克里斯蒂娜·皮耶兹博士（Dr. Christina Pietz）在劳纳的受审能力听证会上作证，表示自己相信劳纳可以接受法庭审判，法官伯恩斯于是判决劳纳有能力受审。劳纳随后对19项指控予以认罪，因此逃过了死刑的惩罚。
2012年11月8日，劳纳出现在法庭上接受量刑，多位被他杀害的受害者亲属也来到现场。法官伯恩斯判处劳纳连续7个无期徒刑加140年有期徒刑，且不得假释。

## 受害者
一共有6人在枪击事件中丧生，除9岁的克里斯蒂娜-泰勒·格林外，另外5人都是当场死亡。
- 克里斯蒂娜-泰勒·格林，9岁，图森人[111]，她由邻居苏珊·海勒曼（Susan Hileman）陪同前来参加活动[38][112]。格林的生日正好和九一一袭击事件是同一天，她因此出现在书籍《希望的面孔：9月11日出生的婴儿》（Faces of Hope: Babies Born on 9/11）第页[113][114][115]。她是前美國職棒大聯盟球员、投手兼经理达拉斯·格林（Dallas Green）的孙女儿，也是女演员蘇菲亞·布希的表妹[114][116]；
- 多萝西·“多特”·莫里斯，76岁，来自奥罗谷的一位退休的秘书。她的丈夫乔治（George）也在事件中受了伤[109][117]；
- 約翰·羅爾，63岁，美国亚利桑纳联邦地区法院首席法官，他是于1991年由总统乔治·赫伯特·沃克·布什提名的[38][118]；
- 菲利斯·施内克（Phyllis Schneck），79岁，来自图森的家庭主妇[109][119]；
- 多旺·斯托达德（Dorwan Stoddard），76岁，退休建筑工人，因头部中弹而死，他的太太玛维（Mavy）也在事件中受伤[109][120]；
- 加布里埃尔·“加布”·齐默尔曼（Gabriel "Gabe" Zimmerman），30岁，吉福兹的社区外联主任[5][38]，自2006年起就是她的幕僚。齐默尔曼也是历史上首位在任时被杀的国会议员幕僚[121]。

除遇难的6人外，有13人在事件中被子弹打伤，另有第14人在制服劳纳的过程中受伤。加布里埃尔·吉福兹和她的另外两位幕僚都在中枪后生还。其中大腿和脸部受伤的罗恩·巴伯之后将继任吉福兹在的联邦众议员一职。

## 反应

### 政治
枪击事件发生后，民主党和共和党都呼吁对恶劣的政治辞令降温，回归两党合作（bipartisanship）。事件发生前一天晚上，吉福兹给自己的朋友，肯塔基州州务卿，共和党人特雷·格雷森（Trey Grayson）写了封信，称“我们需要想办法给政治辞令和党派之争降降温”。2010年3月，吉福兹曾对莎拉·佩林的竞选网页上有针对性地用十字光标瞄准全国中期选举上部分国会席位的做法表示担忧，这其中吉福兹所在的亚历桑那州第八国会选区就赫然在目。这张地图发布后，吉福兹的工作也于当月晚些时候受到了恶意的破坏，她表示：“我们在莎拉·佩林的‘目标’名单上，但问题在于，她是用枪瞄准器十字光标来表明自己的目标，但当人们真的这样做的话，他们需要意识到这类行径的后果。”不过在接受一次采访时，她又称：“竞选演说和战争言辞多年来就已经可以互换了。”枪击事件发生后，佩林的网站上撤除了这张图片。佩林在1月12日的一段视频中回应了对她的批评，拒绝接受除枪手外的任何人应该对图森枪击事件负责的观点，并指责媒体制造“血液诽谤”（blood libel）来将这一事件怪罪到她和右派的头上。
一些观察家指出，美国，特别是亚利桑那州的政治气候可能对这一暴力行径存在促进因素。例如皮马县警长克拉伦斯·达普尼克（Clarence Dupnik）起初曾表示对过激政治言论和暴力可能存在关联的担忧，他表示：“当你看着那些不平衡的人们，他们对一些嘴里所说出的有关打倒政府的言论有什么样的反应，那种愤怒、仇恨和偏执，正在这个国家变得越来越离谱。”他相信亚利桑那州已经不幸成为这类感觉的“首都”。称“我们已经成为偏见和偏执的圣地”。但达普尼克之后也表示自己没有任何证据表明劳纳是因自己看到或听到的任何特定内容而触发了这场杀戮。国际媒体在相关报道中提及了美国的政治气候，特别是佩林的选举地图。法国的《世界报》称，这一事件似乎证实了“一个已蓄势待发许久的预感：奥巴马政府及其最激进的右翼对手在交锋过程中所使用的语言和象征性暴力在某些时候会导致悲剧性的肢体暴力”。总统贝拉克·奥巴马称事件是一起“无法形容的悲剧”，表示“这样毫无意义的可怕暴行在自由社会中没有容身之地”。亚利桑那州州长扬·布鲁尔（Jan Brewer）称这是一起“毫无意义的残忍暴行”，联邦众议院议长約翰·博納表示：“对一个公仆的攻击等同于对所有公仆的攻击。对公职人员的暴力威胁和行为在我们的社会中无处容身。”联邦最高法院首席大法官約翰·格洛佛·羅伯茨发表声明，称首席法官约翰·罗尔的逝世是司法部门的一次惨重损失。
包括亚利桑那州联邦参议员瓊·凱爾、約翰·麥凱恩，众议院多数党领袖埃里克·康托尔（Eric Cantor）和少数党领袖蘭希·佩洛西发表了声明。此外还有多位他国政治家对事件发表了看法，其中包括加拿大外交部长（Minister of Foreign Affairs）劳伦斯·坎农（Lawrence Cannon），英国首相戴维·卡梅伦，西班牙总理何塞·路易斯·罗德里格斯·萨帕特罗以及古巴的菲德尔·卡斯特罗。
参议院查克·舒默呼吁重新对美国的枪支管制法律加以审视，提议考虑禁止销售高容量弹匣，并禁止任何因使用毒品而被军方拒绝入伍的人购买枪支。国土安全委员会主席彼得·T·金（Peter T. King）宣称自己将提出一项禁止在部分联邦官员周围米（英尺）范围内携带枪支的法案。众议员卡罗琳·麦卡锡（Carolyn McCarthy）也称自己会提出一项禁止向平民销售高容量弹匣的法案。

### 媒体
包括霍华德·库尔茨（Howard Kurtz）和托比·哈恩德恩（Toby Harnden）在内的一些媒体评论员认为对凶手的动机判断有些过于仓促，并提出事件可能是茶党运动的结果或是与佩林存在联系。保羅·克魯格曼在社论对页版发表的一篇文章中认为政治辞令已经有了毒性。多位评论员在事件后重新呼吁淡化政治言辞的攻击性。基思·奥尔伯曼（Keith Olbermann）对自己任何可能煸动暴力行为的言论道歉：“暴力或是威胁使用暴力都为我们的民主所不容，我为自己过去即使是无意鼓励了暴力的言行道歉，并将这样的言行推翻。”喬恩·史都華表示，自己不知道政治环境是否对这起事件造成了什么促进性的影响，但是夸大其辞和泼硫酸的做法已经成为如今政治程序中的一部分。当行为和这样的激烈言辞相匹配时，人们还是会感到恐惧，这或许有助于让大家记住要言行一致，把言辞和实际更多地联系起来。

### 纪念

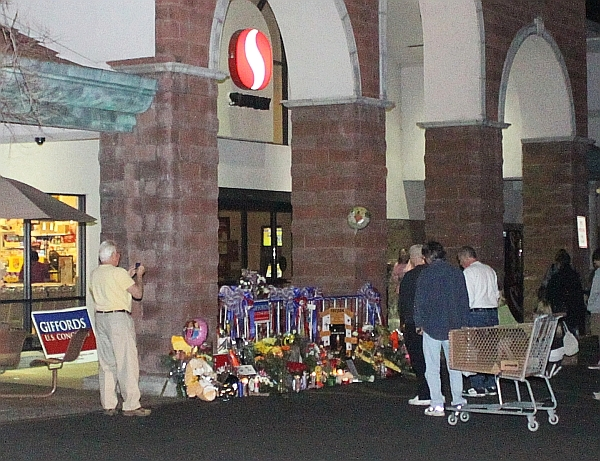
枪击事件发生地的纪念活动

为了纪念图森枪击事件中的遇难者，总统奥巴马下令所有公共和军事场所从2011年1月9号起直至14号日落降半旗致哀，多个州的州长也宣布执行了同类措施。2011年1月10日EST上午11点，白宫南草坪和国会大厦的台阶上举行了全国性的默哀仪式。奥巴马于1月12日来到图森面见了受害者家属，并到医疗中心看望了还躺在床上的吉福兹，当晚又通过电视直播发表了纪念演说。
事件发生地点的西夫弗商品之后重新开业时，工作人员搭建了一个临时性的纪念场所；2011年美国职棒大联盟全明星赛上，吉福兹的实习生小丹尼尔·埃尔南德斯由受害者亲属陪同一起来到球场上，投出了纪念性的第一球；2011年国情咨文演讲时，来自科罗拉多州的联邦参议员马克·尤德尔提议两院议员不分党派坐到一起，留下一个空座位来向吉福兹致敬。

### 其他
2011年1月11日晚上，州长布鲁尔签置紧急法案，禁止在任何殡仪服务周围91.5米范围内举行抗议活动，因为威斯特布路浸信會宣称他们计划对克里斯蒂娜-泰勒·格林的葬礼进行纠察。2011年1月16日（星期日），枪击事件发生8天后，在事件中被打中膝盖的越战老兵詹姆斯·埃里克·富勒（James Eric Fuller）因在一个市政厅会议上行为不检而被捕。图森茶党人物特伦特·汉弗莱斯（Trent Humphries）在会议上批评吉福兹没有做好足够的安保工作，称只有在所有遇害者下葬后才能开始讨论枪支管制措施。而富勒据称当时给汉弗莱斯拍了一张照片并大喊：“你死定了。”富勒曾于枪击事件一周后接受采访时批评佩林和所谓的“茶党犯罪集团”（Tea Party crime-syndicate）在事件前推动分裂性的政治气候。警方随后将他送到一个未公开的医疗机构进行精神鉴定，警方发言人称该医院将决定何时释放富勒。与此同时，汉弗莱斯表示自己对富勒的威胁以及数十封其他人发来的愤怒邮件感到担忧，这些邮件中把吉福兹受枪击怪罪在右翼政治言论的煸动上。

## 扩展阅读
- Indictment（页面存档备份，存于）. U.S. District Court of Arizona. 2011-01-19.
- Arizona Shooting在《紐約時報》上的節選新聞及評論
- . Life. 2011-01-08  [2011-01-12]. （原始内容存档于2011-01-12）.
- . Gabrielle Giffords official website. 2011-01-09  [2011-12-31]. （原始内容存档于2011-12-31）.